# Nouvelle théologie
Ej att förväxlas med det frikyrkliga skällsordet, nyteologi
Nouvelle théologie eller nyteologi var en teologisk rörelse inom den Romersk-katolska kyrkan som uppstod i mitten på 1900-talet. Nyteologins främsta slagord var ressourcement, ett återvändande till kristendomens äldsta källor. Bland inriktningens främsta representanter återfanns framför allt fransmän och särskilt jesuiter från provinsen Lyon. Bland nyteologins främsta namn fanns Marie-Dominique Chenu, Henri de Lubac, Yves Congar, Jean Daniélou, Hans Urs von Balthasar och Louis Bouye.
Inriktningens rötter uppstod mitt under antimoderniststriden under förra sekelskiftet, när katolska teologer läste Thomas av Aquino och upptäckte skillnaden mellan den historiske Aquino och nythomismens tolkning av honom. Två viktiga namn från denna tid är teologen Henri Rousselot samt filosoferna Joseph Maréchal och Maurice Blondel.
Nyteologin och dess tänkare var en viktig inspiration för Andra vatikankonciliet.